# Pam Dawber

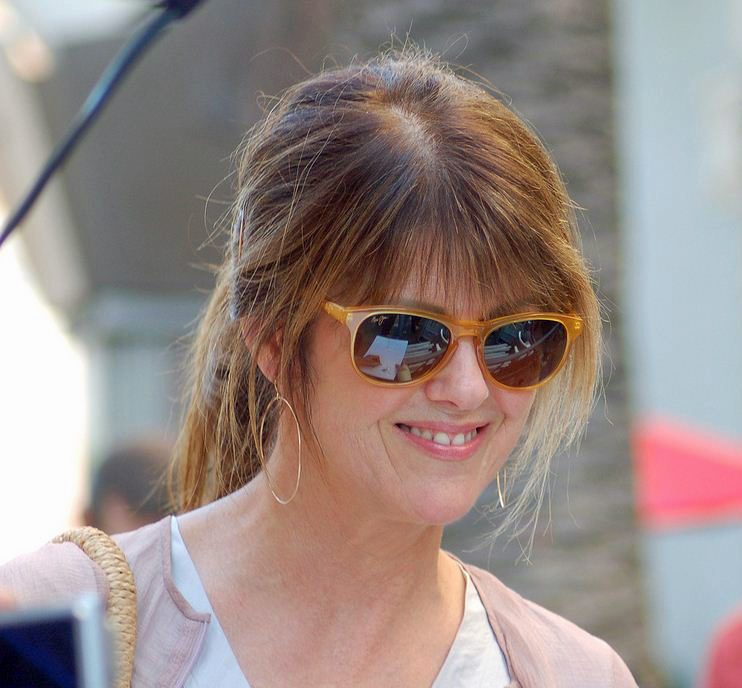
Pam Dawber (2012)

Pamela „Pam“ Dawber (* 18. Oktober 1951 in Farmington Hills) ist eine US-amerikanische Schauspielerin, die durch ihre Rolle als Mindy in der Serie Mork vom Ork bekannt wurde.

## Leben
Sie wuchs in einem Vorort von Detroit auf. Nach kleineren Modelaufträgen und Werbespots erhielt sie 1978 eine größere Rolle in Robert Altmans Film Eine Hochzeit. Sie erhielt einen Vertrag von ABC für mehrere Serien. Da sie eine Singstimme über vier Oktaven besitzt, spielte sie auf der Bühne auch im Musical My Fair Lady die Eliza Doolittle.
Pam Dawber ist seit dem 21. März 1987 mit Mark Harmon verheiratet, mit dem sie zwei Söhne hat. Sie ist die angeheiratete Tante von Tracy Nelson und deren Geschwistern.

## Filmografie (Auswahl)
- 1978–1982: Mork vom Ork (Mork & Mindy, Fernsehserie)
- 1982: Erinnerungen einer Liebe (Remembrance of Love)
- 1986–1988: My Sister Sam
- 1989: Wer hat Angst vorm schwarzen Mann? (Do you know the Muffin Man?)
- 1992: Stay Tuned
- 1993: Blind Love
- 1996: A Stranger to Love
- 1999: Du entkommst mir nicht (Don’t look behind you)
- 2021: Navy CIS (NCIS, Fernsehserie)

## Auszeichnungen
- In den Jahren 1979 und 1987 erhielt sie den People’s Choice Award.
- 2007 war sie für den TV Land Award nominiert.